# Le Modèle rouge (Stockholm)
Pour les articles homonymes, voir Le Modèle rouge.
Le Modèle rouge est un tableau du peintre surréaliste belge René Magritte réalisé en 1935.

## Description
Le tableau, une huile sur toile réalisée en 1935, montre une surprenante paire de souliers, à la fois pieds et chaussures, posée sur un sol parsemé de cailloux, devant une palissade de bois.
Il fait partie des collections du Moderna Museet de Stockholm en Suède.
Six autres œuvres de René Magritte portant le même titre, créées entre 1935 et 1964, sont connues.

## Une peinture sous la peinture
Dans la foulée de la découverte, en 2013, au Museum of Modern Art de New York d'un morceau de La Pose enchantée (1927), un tableau de Magritte dont la trace était perdue depuis 1932, sous Le Portrait (1935), les recherches se concentrent sur d'autres tableaux peints par l'artiste la même année et Le Modèle rouge est l'un des premiers à être examinés. L'analyse du tableau aux rayons X révèle, sous la peinture montrant les souliers, une colonne et la moitié inférieure d'une silhouette féminine, ce qui permet de reconstituer, avec Le Portrait, la moitié gauche du tableau disparu.